# Estrellita - Pesem za domov
Estrellita - Pesem za domov je slovenska celovečerna drama v koprodukciji Slovenije, Nemčije, Bosne in Hercegovine in Hrvaške iz leta 2008. Režiral jo je Metod Pevec, zanjo je napisal tudi scenarij, najprej ga je razvijal z bosanskim scenaristom Abdulahom Sidranom, ki je zgodbo očistil nepotrebnih papirnatih drobcev in pomagal ustvariti prepričljivo zgodbo o Amirjevi družini, nato še z angleškim "script doctorjem" Garethom Jonesom, ki je bedel nad njegovo žanrsko usmeritvijo in ritmom.
Estrellita je ime violine.
Prvotni naslov filma je bil "Zakaj ste tako žalostni nocoj?", pa ga je Pevec zaradi komercialnih razlogov spremenil.

## Zgodba
Zgodba se dogaja v poznih devetdesetih letih v Ljubljani. Dora Fabiani je privlačna učiteljica klavirja, ki se odpove lastni karieri in je trideset let žena, desna roka in muza bolj uspešnega violinista Mihaela Fabianija. Po njegovi smrti odkrije, da je imel ljubico Ignacijo. Potem spozna begunskega dečka Amirja, ki trdi, da je z njenim možem igral violino v neki beznici in da mu je bil neke vrste drugi oče, ki je verjel v njegov talent. Rad bi vsaj enkrat zaigral na njegovi stari dragoceni italijanski violini. Dora se odloči spodbujati talent Amirja in kljub vsemu najame Ignacijo za njegovo učiteljico violine. Amirjevi starši so revni, njegova mama Sabina je polna neizpolnjenega hrepenenja, njegov oče Izet pa zapit kockar. Dora pride z njima v stik in Amirju podari violino, čemur njegova mama sprva nasprotuje. Dorin meščansko razvajeni sin Julijan zahteva svojo polovico vrednosti violine, zato pride do spora. Julijan tudi začuti privlačnost do Amirjeve matere, ki se je z njim pripravljena skrivaj sestajati nekajkrat na mesec, da bi Amir obdržal violino.

## Produkcija
Zgodbo je navdihnila zgodba o deklici, ki ji je starejša bogata gospa podarila violino, nato si je premislila in deklico, ki je inštrument vzljubila, zelo prizadela. Film je tudi kritika obsedenosti ljudi z denarjem. Pri razvoju scenarija se je ta skoraj popolnoma spremenil, osnovna ideja je ostala enaka.
Režiser se snemanja Estrellite ni lotil na gverilski način, brez proračuna, saj je imel s tem slabe izkušnje pri snemanju filma Pod njenim oknom, mučila ga je slaba vest zaradi izkoriščanja sodelavcev in prijateljev. Zbiranje denarja je trajalo dolgo, saj v Sloveniji niso dobili dovolj sredstev.
Potrebni denar so poiskali v Nemčiji, Bosni in Makedoniji, kljub nespodbudnemu dejstvu, da igralci govorijo slovensko in se zgodba dogaja v Ljubljani. Ustvarjalci filma so nemškega koproducenta, Mediapolis Film und Fernsehproduktion GmbH, našli na CineLink Project Market-u na Sarajevskem filmskem festivalu leta 2005, kjer je Pevec prišel v stik tudi z Garethom Jonesom, ki naj bi po Pevčevem mnenju z izboljšavami scenarija pomagal prepričati nemške koproducente. Po besedah producenta Danijela Hočevarja so nekako spravili skupaj javna sredstva in sredstva televizijskih koproducentov. Nemški producent je prispeval levji delež tujih sredstev pod pogojem, da sodeluje določeno število nemških avtorjev in da se denar porabi v Nemčiji. Pevec je spoznal dobre in slabe plati koprodukcij. Dobra stran je ta, da spoznaš drugo filmsko okolje in pridobiš nova znanja in izkušnje, slaba je ta, da začneš sprejemati kompromise in ustvariš "evropuding". Pevec je tudi povedal, da si ne želi več delati koprodukcij, ker zaradi pomanjkanja denarja lahko popustiš v avtorski doslednosti, samo da bi zakrpal proračun. Da mu Nemci ne bi vsilili svojega igralca in tako spremenili scenarija, je Pevec sprejel nemškega direktorja fotografije, nemško pomoč pri tonu in postprodukciji in snemanje ljubljanskega stanovanja v Leipzigu, kjer je najem meščanskega stanovanja celo cenejše, kot v Sloveniji. 
Avdicije so bile dolgotrajne in naporne, potekale so v Sloveniji, Srbiji, Bosni in Makedoniji. Igralce so izbrali na osnovi poskusnih posnetkov.
Pri otroških vlogah je imel režiser zelo dolge avdicije, ki so trajale pol leta, makedonski igralec Marko Kovačevik, ki je igral Amirja, je imel na avdiciji številko čez 1000. Moral se je naučiti imitirati igranje violine za določene skladbe in govoriti slovensko in bosansko. Pevec je bil z njegovim delom zelo zadovoljen.
Ana Temeljotov, ki v filmu spremlja Amirja na klavirju, je bila izbrana na avdiciji, za katero je izvedela v svoji glasbeni šoli.
Snemanje filma se je začelo marca 2006.
Proračun filma je bil 1.383.446 € . Večinsko je bil financiran s strani takratnega Filmskega sklada Republike Slovenije (zdajšnji Slovenski filmski center), ki je film v svoj program uvrstil že leta 2004, poleg prej navedenih držav je del sredstev, 30.000 €, leta 2004 prispevala tudi Evropska unija preko programa "Ustvarjalna Evropa" (podprogram "Media").
Glavni produkcijski hiši sta bili Vertigo, zavod za kulturne dejavnosti in E-motion film - Ljubljana.
Jasna Andrić je oblikovala filmsko špico in promocijski material.

## Sami ustvarjalci filma o svojem izdelku
Producent Hočevar trdi, da je Estrellita univerzalna filmska zgodba, kar je po njegovem pomembno, če želiš projekt predstaviti v tujini.
Za Pevca je glasba edina umetnost, ki izraža vsa človekova čustva.

## Predvajanje in odziv gledalcev
Film je na redni kinospored prišel 7. oktobra 2007, privabil 128 gledalcev in zaslužil 667 €. Premiero je doživel 23. januarja 2008 v Kinoklubu Vič in kinu Komuna, ponovno so ga začeli predvajati 24. januarja 2008, videlo ga je 12.220 gledalcev in zaslužil je 44.739 €. Skupaj je torej imel 45.406.2 € zaslužka in 12.348 gledalcev.
Razlog za ponovno predvajanje je bil konkurenca ostalih dveh slovenskih filmov, Instalacije ljubezni in Petelinjega zajtrka, ki je v kino tudi prišel oktobra.
Film je bil izdan na DVD-ju 2. septembra 2013.

## Odziv kritikov
Zdenko Vrdlovec z Dnevnika  je film uvrstil v vrh 10. slovenskega filmskega festivala. Začetek primerja z Modro Krzystofa Kieslowskega, nadaljevanju filma se po njegovem pozna vpliv scenarista Sidrana, hvali emocionalno inteligenco filma, režijo in igro protagonistov.
Marcelu Štefančiču z Mladine se zdi film poln na silo narejenih emocij in nesubtilen, metafore starinske. Film imenuje "kolekcija kvazipoetičnih priložnosti za prižiganje cigaret", ne mara stalnega ječanja klasične glasbe. Očita mu pokroviteljski odnos do Bosancev in dokazovanje superiornosti nad njimi. Ne zdi se mu primerno, da se bolečino buržujev primerja z bolečino beguncev.
Matej Frece za Zofijine ljubimce Pevcu pripiše izjemen občutek za človeško čutenje in izjemen smisel za podajanje komplicirane zgodbe z veliko likov in podzgodb. Obžaluje, ker bo film ostal spregledan v letu Petelinjega zajtrka.
Slavko Jerič je za MMC rtvslo.si filmu dal oceno 4. Moti ga pretirano poudarjanje čustev junakov z glasbo, a je filmu naklonjen, primerja ga s Petelinjim zajtrkom, ki je po njegovem podobno zgodbo predstavil na širši publiki bolj všečen način. Kritik hvali Pevčevo zvestobo samemu sebi.
Simona Rebolj v svojem blogu hvali igro Senada Bašića in Medihe Musliović, čudi jo hladnost lika ljubice. Ne razume, zakaj Silve Čušin niso v preteklosti bolj uporabljali v filmih, obregne se ob zgoščenost premier slovenskih celovečercev v slovenskih kinih.
Gabriele Barcaro je za internetni portal Cineuropa podala kratek povzetek zgodbe in napisala, da režiser v film preko likov vključi vse generacije in socialne razrede. Moti jo moraliziranje in dejstvo, da film ne ubeži svoji najbolj bizarni ideji, da mrtev mož visi nad zgodbo in se izraža preko prevračanja zvezkov, znakov in klišejev.
Alissa Simon za Variety napiše, da je film v primerjavi s prejšnjim Pevčevim Pod njenim oknom preveč "pudingast", kar vidi kot tipično posledico koprodukcije in da bi se zgodba lahko dogajala v vsakem velemestu, kjer živijo imigranti. Po njenem mnenju se film preveč časa ukvarja s težavnim zakonom Amirjevih staršev, njegova mama Sabina se ji zdi zelo potrpežljiva, njena afera z Julijanom pa privlečena za lase. Sabinin odgovor Dori, da je za Bosanca bolje, če trenira nogomet, po njenem poudari finančno stisko teh vojnih beguncev. Pohvali Čušinovo, kostumografijo in delo direktorja fotografije, opiše stile glasbe, ki se pojavijo v filmu, od klasike do balkanske folk glasbe.
Raziskovalci pri projektu "mini" so analizirali like priseljenk iz bivše Jugoslavije v nekaterih slovenskih filmih. Amirjevo mamo vidijo kot racionalno osebo, ki prisluhne sinu in noče, da bi družina razpadla. Propadajočega moža opozarja na odgovornost in sporoča, kako težko je "Bosanec" v Sloveniji še kaj drugega, kot nogometaš.

## Festivali
- Predstavitev na sejmu v Berlinu[13]
- Predstavitev na filmski tržnici 60. filmskega festivala v Canessu[26]
- Mednarodna premiera na 56. mednarodnem filmskem festivalu Mannheim-Heidelberg v konkurenci celovečernih filmov[5][27]
- 19. mednarodni filmskem festivalu v Trstu v kategoriji celovečercev[28]
- 29. festival mediteranskega filma v Montpellieru v sekciji Panorama[29]
- 11. filmski festival EU v Chicagu, kot otvoritveni film[30]
- Evropski filmski festival medkulturnega dialoga v Cankarjevem domu, ki ga je priredilo predstavništvo Evropske komisije v Sloveniji v okviru tedna Evrope v sodelovanju z Media Deskom Slovenija. Projekt je finančno podprla Evropska komisija.[31]
- 14. sarajevski filmski festival, izven tekmovalnega programa[32]

- 23. evropski filmski festival v Kanadi[33]
- 12. Sofijski mednarodni filmski festival v sekciji Balkan films showcase[34]
- Festival Cinema City 2008 v selekciji Balkan Buster v Novem Sadu v Srbiji[35]
- Teden slovenskega filma v beograjski Jugoslovanski kinoteki[36]
- Festival srednje in vzhodnoevropskega filma CinEast v Luksemburgu[37]

## Festivalske nagrade
- Vesna za najboljšo žensko vlogo na 10. festivalu slovenskega filma v Portorožu[38]

- Nagrada dialog na 17. festivalu vzhodoevropskega filma v Cottbusu, ki jo podeljujejo za boljše razumevanje med kulturami[39][40]

- Posebno priznanje mednarodne žirije Silvi Čušin na mednarodnem filmskem festivalu v Mannheim-Heidelbergu[38][41]

- Posebna nagrada žirije za inovacijo zlato sonce in posebno priznanje za Marka Kovačevika na 6. mednarodnem festivalu evropskega filma Cinedays v Skopju, film je bil prikazan v sekciji Balkan Link[38][40][42]
- Nagrada občinstva na 24. mednarodnem filmskem festivalu Tróia (Festroia) v portugalskem mestu Setubalu[43]
- 2. nagrada občinstva v Trstu[44][25]
- Nagrada Amnesty International na 10. filmskem festivalu v Motovunu[38]

## Igralci
Podatki so iz različlnih virov
- Silva Čušin kot Dora Fabiani
- Marko Kovačevik kot Amir
- Senad Bašić kot Izet, Amirjev oče
- Mediha Musliović kot Sabina, Amirjeva mati
- Karin Komljanec kot Ignacija, ljubica Dorinega moža in Amirjeva učiteljica violine
- Tadej Troha kot Julijan, Dorin sin
- Ana Temeljotov kot Nina

## Filmska ekipa
Podatki so iz različnih virov
- Direktor fotografije: Axel Schneppat
- Avtor glasbe: Nino de Gleria, Mario Schneider
- Scenograf: Katja Šoltes
- Kostumograf: Sabina Buždon
- Montažer: Janez Bricelj
- Oblikovalka maske: Aljana Hajdinjak
- Oblikovalec zvoka: Olaf Mehl, Holger Lehmann, Sebastian Schmidt, Thomas Neumann
- Snemalec zvoka: Jože Trtnik
- Producent: Danijel Hočevar, Alexander Ris, Joerg Rothe
- Koproducent: Davor Pušić, Tomi Salkovski
- Direktor filma: Matija Kozamernik
- Režiserka: Björn Eggert
- Koprodukcijska hiša: TV Slovenija, Filmsko studio - Skopje, F.I.S.T. produkcija, Sarajevo, Mediopolis Berlin / Leipzig, Sisters and brother Mitevski production (MK), TV Sarajevo Sarajevo